# Bruchhausen-Vilsen
Bruchhausen-Vilsen is een gemeente in de Duitse deelstaat Nedersaksen, en maakt deel uit van het Landkreis Diepholz. Het vlek Bruchhausen-Vilsen is een door de overheid erkend luchtkuuroord alsmede deelnemer in, en bestuurszetel van de Samtgemeinde Bruchhausen-Vilsen.

## Geografie
Bruchhausen-Vilsen bevindt zich circa 30 km zuidelijk van Bremen, 100 km zuidwestelijk van Hamburg en ongeveer 70 km noordwestelijk van Hannover. 

### Gemeente-indeling

Gemeente-indeling

Tot de gemeente Bruchhausen-Vilsen behoren naast de gelijknamige plaats, de Ortsteile Berxen, Bruchhöfen, Bruchmühlen, Dille, Engeln (met zijn gehuchten Oerdinghausen, Scholen en Weseloh), Gehlbergen, Heiligenberg, Homfeld, Nenndorf, Riethausen,  Stapelshorn en Wöpse.

## Geschiedenis
Oorspronkelijk bestond Bruchhausen-Vilsen uit de drie vlekken Mohr, Vilsen en Bruchhausen. Bruchhausen werd voor het eerst in 1189 in een document genoemd, Vilsen in het jaar 1227. Bruchhausen werd in het verleden ook Altenbruchhausen genoemd, om het van het niet ver zuidwestwaarts  gelegen Neubruchhausen, tegenwoordig gemeente Bassum, te kunnen onderscheiden. Een vermelding van Bruchhausen bevindt zich in de Topographia Braunschweig und Lüneburg uit het jaar 1654/1658.
Direct ten zuiden van het dorpje Homfeld en twee kilometer ten zuiden van de locatie van het huidige station Bruchhausen-Vilsen lag in de vroege middeleeuwen een door een ringwal omgeven vliedburg. Bij aanvallen door Vikingen of andere vijanden kon de bevolking zich daar terugtrekken. Vermoedelijk in de 9e eeuw liet een plaatselijke edelman daar een kasteel bouwen. In de vroege 13e eeuw ontstond hier een klooster van de premonstratenzer orde, Heiligenberg. In 1543, na de reformatie, werd dit klooster opgeheven. Later maakte het plaats voor een door een plaatselijke aanzienlijke familie bewoond jachtslot, dat intussen ook niet meer bestaat.
Van dit geheel is de ringwal grotendeels intact gebleven. Van het klooster is de oude watermolen (Klostermühle Heiligenberg) en een nabijgelegen boswachtershuis bewaard gebleven. Deze gebouwen herbergen een hotel-restaurant. Jaarlijks wordt op het terrein binnen de ringwal in de zomer een rozenfeest gehouden. Het terrein, dat gedeeltelijk bebost is, omvat ook een kinderspeelplaats.
In 1870 werden Mohr en Bruchhausen tot de gemeente Bruchhausen verenigd. De vlekken Bruchhausen en Vilsen werden in 1929 door een fusie samengesmolten tot het vlek Bruchhausen-Vilsen. In 1974 werden de tot dan toe zelfstandige plaatsen Berxen, Homfeld en Wöpse geannexeerd. Sinds 1974 is Bruchhausen-Vilsen bestuurscentrum van de Samtgemeinde Bruchhausen-Vilsen. In 1976 werd Bruchhausen-Vilsen als luchtkuuroord erkend. Op 1 november 2011 werd het vlek opgeheven en vormde samen met de gemeente Engeln het nieuwe vlek Bruchhausen-Vilsen. Op 1 november 2016 werd op overeenkomstige wijze Süstedt aan de gemeente toegevoegd.